# Justus Zederman
Carl Justus Zederman, född 28 augusti 1889 i Stockholm, död där 22 maj 1969, var en svensk byggnadsingenjör, målare och tecknare.
Han var gift med Kerstin Dagmar Öhlin (1895–1974) och far till Lars och Anders Zederman. Han utexaminerades från Tekniska skolan 1909 och arbetade därefter inom byggnadsbranschen. Han erhöll byggmästarrättighet i Stockholm 1912 och bland hans byggnader märks Fords byggnader i Stockholm och Malmö. Vid sidan av sitt arbete var han verksam som konstnär. Han studerade vid Isaac Grünewalds målarskola och under ett flertal studieresor på kontinenten. Han studerade för vid tre tillfällen för André Lhote i Paris under 1950-talet. Separat ställde han ut på Galleri Brinken och tillsammans med sonen Lars på Ekströms konstgalleri i Stockholm, Han medverkade i ett flertal samlingsutställningar. Bland hans offentliga arbeten märks två dekorativa målningar på Fords tidigare kontor i Stockholm. Hans konst består av landskap från Frankrike, Spanien, Nordafrika eller Bornholm utförda i olja. Makarna Zederman är begravda på Sandsborgskyrkogården i Stockholm. 